# Frederick Butterfield
Pour les articles homonymes, voir Butterfield.
Frederick Victor Butterfield (28 février 1864 - 8 mars 1974) était considéré comme l' homme le plus vieux du monde le 5 mai 1973 après la mort de Friedrich Wedeking. Il n'était cependant en réalité que le vice-doyen masculin de l'humanité derrière l'américain Isaac Edwards de deux mois son aîné.
Né à Thirsk, il obtient son diplôme de chimiste en 1885 après une formation de cinq ans. Il a pris sa retraite de la pharmacie à l'âge de 99 ans, selon le Guinness World Records de 1974 .
Un électroencéphalogramme a été réalisé sur Butterfield avant sa mort. Les médecins ont conclu que son activité cérébrale était comparable à celle d'une personne en bonne santé âgée de 70 à 75 ans.